# Fernanda Alegre
Fernanda Soledad Alegre, apodada La Camionera (Ramos Mejía, 25 de febrero de 1987), es una boxeadora argentina.
3 de diciembre En 2010 se consagró campeona mundial de peso superligero de la WBO.

## Biografía
Debutó como profesional el 27 de junio de 2009, en el estadio de la Federación Argentina de Box, en Buenos Aires, venciendo por decisión unánime a Monica Elizabeth Galeano.
El 23 de julio de 2010 obtuvo el título argentino peso superligero al vencer por puntos a Roxana Beatriz Laborde en el Parque Municipal Eva Perón, Lomas de Zamora.
El 3 de diciembre de 2010 se consagró campeona mundial de peso superligero de la WBO, al vencer en decisión unánime a Michelle Larissa Bonassoli en el Parque Municipal Eva Perón, Lomas de Zamora. Con posterioridad, hasta 2013, realizó siete defensas exitosas del título.